# 乐梅水库
乐梅水库是中国广西壮族自治区来宾市武宣县境内的一座水库，位于默江三里河上，建于1971年。水库正常库容为1020万立方米，集雨面积为43平方千米，海拔为141米。